# Lars Jensen (politiker, 1844-1928)
 Der er flere personer med dette navn, se Lars Jensen.
Lars Jensen (født 14. september 1844 i Viemose, død 29. april 1928) var en dansk gårdmand og politiker. Han var medlem af Folketinget fra 1898 til 1910.
Lars Jensen blev født i Viemose i Kalvehave Sogn øst for Vordingborg. Han var søn gårdejer og sognefoged Jens Nielsen. Jensen var elev på Hindholm Højskole 1862-1863 og 1865-1866. Han var medhjælper hos faren indtil han i 1872 købte gården Ny Søgård i Arløse mellem Næstved og Slagelse, hvor han boede resten af livet.
Jensen var medlem af Sognerådet fra 1880 til 1885 og fra 1892 til 1897. Han var sognerådsformand fra 1882 til 1885. Desuden var i flere år formand for Førslev Sogns Sygeforening og for Arløse og Omegns Afholdsforening. Han var bestyrelsesmedlem i Sydsjællands Afholdskreds og for Opdragelsesanstalterne Holsteinsminde og Skovgaarden og branddirektør i Østifternes Brandforsikring fra selskabets oprettelse.
Han stillede op til Folketingsvalget 1884 i Fuglebjergkredsen, men tabte til kredsens siddende folketingsmedlem, gårdejer Hans Hansen-Menstrup. Da Hans Hansen trak sig tilbage i 1898, blev Lars Jensen hans afløser i kredsen som Venstrereformpartiets kandidat. Han blev valgt til Folketinget ved valget 5. april 1898 og siden genvalgt indtil trak sig tilbage i 1910.